# Неудачники (фильм, 2009)
«Неудачники» (фр. Micmacs à tire-larigot) — комедия Жана-Пьера Жёне. Фильм позиционируется как «сатира на международную торговлю оружием». Премьера состоялась 15 сентября 2009 года на Международном кинофестивале в Торонто в концертном зале Рой-Томсон-Холл.

## Сюжет
Главным героем истории является Базиль (Дани Бун). Когда он был ребёнком, его отец, французский военный, подорвался на противопехотной мине. Проходит 30 лет, повзрослевший Базиль работает в парижском салоне видеопроката. Однажды во время своей смены Базиль смотрит фильм «Глубокий сон». С улицы раздаются выстрелы, он выходит посмотреть в чём там дело, и в голову ему попадает шальная пуля. Во время операции хирург сталкивается с непростым выбором: оставить пулю в голове Базиля либо же извлечь её с риском превратить того в овощ. Посоветовавшись с медсестрой (подкинув монетку), хирург решает не извлекать пулю. Базиль, став инвалидом, теряет жильё и работу. Чтобы заработать на пропитание, он начинает нищенствовать, чем привлекает внимание Плакара (Жан-Пьер Марьель), лидера небольшого сообщества таких же изгоев. В их замкнутой группе есть человек-ядро Фракасс (Теодор Анри де Монрей), мечтающий попасть в книгу рекордов Гиннесса во второй раз (Доминик Пинон); безумный изобретатель-силач Крошка Пьер (Мишель Кремадес), создающий невероятные вещи из мусора; девушка-калькулятор, способная сосчитать что угодно без ошибок с первого взгляда и даже на слух (Мари-Жюли Боп); гимнастка Каучук, спокойно складывающаяся вдвое или втрое (Жюли Ферье), и Ремингтон (Омар Си), бывший посол в Бразилии, разговаривающий поговорками и фразеологизмами. Приютила их всех добродушная кухарка Стряпня (Иоланда Моро), которая в молодости потеряла родных детей. Сам Плакар большую часть жизни провёл за решёткой, и даже чудом выжил на гильотине.
Начав новую жизнь, Базиль собирает по мусорным контейнерам сломанные вещи, которые ещё можно как-то использовать, напевая себе под нос песенки на Фламандском диалекте. Однажды он случайно оказывается рядом с двумя оружейными предприятиями, продукция которых так или иначе испортила ему жизнь - "Неусыпные Оружейники", где была сделана та самая противопехотная мина, на которой подорвался его отец, и "Арсеналы Обервийе", выпустившие ту самую пулю, которая осталась у Базиля в голове. Он заходит в здание "Арсеналов" в надежде попросить компенсацию, но по приказу генерального директора Николя Тибо де Финуйе (Андре Дюссолье) его прогоняют. Затем Базиль под видом рабочего проникает к "Оружейникам" и слушает помпезную речь генерального директора Франсуа Маркони (Николя Мари).
Базиль прослеживает Маркони до его дома и через дымоход подслушивает телефонный разговор относительно будущей сделки. Во время ужина случайно обнаруживается книга рекордов Гиннесса издания 1977 года, где Фракасс находит статью о себе и с гордостью показывает её всем присутствующим, при этом называя своё настоящее имя. Базиль видит сходство этого имени (Теодор Анри, Theodore Henri) с именем известного футболиста Тьерри Анри (Thierry Henry) и предлагает сделать несколько футболок с якобы его подписью.
Прибыв на место переговоров (галерея Лафайет) Базиль подслушивает разговор Маркони с приспешниками бывшего африканского диктатора Омара Булунги, который планирует вернуть себе власть, организовав народную революцию. За Базилем в это время из примерочной наблюдает Каучук. Позже Стряпня ставит Базиля перед выбором - либо он уходит и дальше проворачивает свои махинации сам, либо остаётся и принимает помощь своей новой семьи. Выбрав последнее, Базиль получает поддержку от всех присутствующих "плечом к плечу". Для начала из игры выводятся приспешники Булунги: Плакар подбрасывает им пакетик с наркотиками в аэропорту.
Ремингтон, притворившись человеком Булунги, встречается с де Финуйе и предлагает ему такую же сделку, какую ранее предложили Маркони. Добившись от обоих директоров демонстрации продукции их предприятий, Плакар и Фракасс перехватывают образцы у обоих представителей. Ремингтон звонит обоим директорам и отменяет обе сделки, намекая, что сделка заключена с другим предприятием.
Каучук удается усыпить охранника, после чего Пракар и Фракасс подменяют шикарные автомобили Маркони ржавыми развалинами. Каучук под видом посылки попадает в дом де Финуйе и выносит почти всю его коллекцию частей тел известных личностей прошлого, оставив палец Матисса и кости кисти руки неназванного человека, сложенные в неприличном жесте, при этом Базиль, набрав в лёгкие гелия из воздушного шарика, напевает Каучук песенку о ней же, услышанную ранее в подземном переходе. Наконец, повторив полет Фракасса, Базиль угоняет грузовик с артиллерийскими снарядами "Оружейников" и выбрасывает их в Сену.
В ярости Маркони приказывает саботировать завод де Финуйе. План удается, при этом в результате мощного взрыва на рабочий стол самого Маркони падает батарея отопления. Попытка проникнуть в квартиру Маркони в поисках "улик для шантажа" проваливается, когда Маркони неожиданно возвращается домой, из-за чего Каучук приходится спрятаться. Де Финуйе готовится к штурму дома Маркони, но оказывается, что его опередили приспешники Булунги, искренне считающие, что Маркони их подставил. Спасая конкурента от циничной мести, де Финуйе сам почти убивает его, сочинив правдоподобное алиби. Второй раз Маркони спасает неожиданно оказавшийся в руках людей де Финуйе Базиль, от страха решивший выручить Каучук. Оба промышленника понимают, что их обманули и стравили, и собираются допросить Базиля в пустом доме.
По сигналу Каучук Плакар перехватывает машину с Маркони и де Финуйе, они с Ремингтоном усыпляют и надевают мешки на головы обоим промышленникам. В багажнике машины обнаруживается Базиль, и выясняется, что между ним и Каучук уже есть чувства.
Маркони и де Финуйе слышат гул самолета, звуки машины и, когда с них наконец снимают мешки, обнаруживают себя посреди пустыни. Де Финуйе сидит на плечах Маркони с гранатой в зубах, а последний стоит одной ногой на мине. На них смотрит несколько человек в пустынных одеждах с фотографиями жертв минирования. Промышленники просят пощады и признаются в снабжении террористов оружием и боеприпасами.
Разозлившись друг на друга, де Финуйе и Маркони падают на землю и оказывается, что граната и мина не действуют. Окружающие оказываются Базилем и его друзьями, замаскировавшимися под африканцев. Промышленники понимают, что все происходившее (полёт, поездка, окружающие звуки) было разыграно, а их мольбы о помощи и признания сняты на видеокамеру. Пустыня оказывается стройплощадкой в пригороде Парижа.
Видеоматериалы загружаются на YouTube, Маркони попадает под арест, де Финуйе, лишившись поддержки Президента, спасается бегством, а Базиль и Каучук становятся парой.

## Подбор актёров
Первоначально Жене пригласил сниматься в фильме Жамеля Деббуза, но через три недели тот покинул проект, ссылаясь на творческие и финансовые разногласия. Позднее роль была отдана Дани Буну.

## В ролях
- Дани Бун — Базиль
- Доминик Пинон — Фракасс
- Андре Дюссолье — Николя Тибо де Фенуйе, генеральный директор "Арсеналов Обервийе"
- Иоланда Моро — «Стряпня»
- Жан-Пьер Марьель — Плакар
- Николя Мари — Франсуа Маркони, генеральный директор "Неусыпных Оружейников"
- Жюли Ферье — Каучук
- Омар Си — Ремингтон
- Мари-Жюли Боп — «Калькулятор»

## Номинации
- 2010 — три номинации на премию «Сезар»: лучшие декорации (Алина Бонетто), лучшие костюмы (Мадлен Фонтен), лучший звук (Жан Умански, Жерар Харди, Венсан Арнарди)

## Факты
- В переводе с французского micmacs означает «интрижки, махинации, шахер-махер». Tire-larigot можно перевести как «нон-стоп» или «бездонная бочка»: так называется странное обиталище героев фильма, куда они стаскивают всевозможный хлам, найденный ими на свалке. Поэтому название можно трактовать двояко: а) «Махинации в „Бездонной бочке“»; б) «Махинации, которым нет конца». Среди неофициальных вариантов перевода встречается название «Микмакс: Бесконечная суета».[источник не указан 5028 дней]
- Несколько раз за фильм в кадр попадают афиши фильма Micmacs à tire-larigot, на которых изображено именно то, что в данный момент происходит на экране.
- Фильм, который Базиль смотрит в пункте видеопроката перед перестрелкой — это «Глубокий сон» с Хамфри Богартом и Лорен Бэколл.
- Когда Базиль подслушивает за президентом одной из компаний по продаже оружия, он случайно опускает микрофон в камин комнаты, где слышит дуэт виолончели и пилы. Это прямая отсылка к ранней работе режиссёра «Деликатесы» (причем Доминик Пинон, персонаж которого в тот момент находился в другом месте, в этой сцене присутствует в кадре в роли одного из играющих).
- Вместо Жюли Ферье акробатические трюки исполняла живущая в Германии россиянка Злата, «Богиня гибкости».[8]